# Компйолкі
Компйолкі (пол. Kąpiołki) — село в Польщі, у гміні Вольбром Олькуського повіту Малопольського воєводства.
Населення — 127 осіб (2011).
У 1975—1998 роках село належало до Катовицького воєводства.

## Демографія
Демографічна структура станом на 31 березня 2011 року:
|          | Загалом | Допрацездатний вік | Працездатний вік | Постпрацездатний вік |
| -------- | ------- | ------------------ | ---------------- | -------------------- |
| Чоловіки | 65      | 9                  | 49               | 7                    |
| Жінки    | 62      | 10                 | 37               | 15                   |
| Разом    | 127     | 19                 | 86               | 22                   |